# Mikołaj Dembowski
Mikołaj Dembowski herbu Jelita (ur. ok. 1680 roku – zm. 17 listopada 1757 roku w Czarnokozienicach koło Kamieńca Podolskiego) – XVIII-wieczny biskup kamieniecki w latach 1742-1757, arcybiskup lwowski, zmarł przed objęciem urzędu, archidiakon warszawski w latach 1739-1741, w 1753 odznaczony Orderem Orła Białego. Pośmiertnie rozpoznany jako upiór.

## Życiorys
Syn Floriana, sędziego Ziemi Płockiej, brat Antoniego Sebastiana (biskupa włocławskiego) i Jana (biskupa pomocniczego kujawsko-pomorskiego).
Był sekretarzem królewskim i pisarzem wielkim koronnym, posiadał liczne beneficja kościelne, m.in. kanonikaty warszawski, płocki i krakowski oraz probostwa w Sochaczewie i Bielsku. W życiu politycznym sprzyjał dynastii saskiej i współpracował z dworem Augusta III. Od lipca 1742 był biskupem kamienieckim; sakrę przyjął 7 października t.r., a ingres odbył 29 czerwca 1743. W 1757 król August III mianował go arcybiskupem lwowskim (po zgonie Mikołaja Ignacego Wyżyckiego); nowej diecezji Dembowski nie zdążył objąć ze względu na swoją śmierć w listopadzie tego samego roku.
Zachęcony przychylnym stanowiskiem frankistów (heretyckiej, w stosunku do judaizmu, żydowskiej grupy religijnej) wobec katolicyzmu, Dembowski dostrzegł możliwość doprowadzenia do ich konwersji, co miało zapoczątkować chrystianizację żydów. Częściowo nie rozumiejąc zawiłości nauk Jakuba Franka i celów frankistów, a w części mając nadzieję na oddziaływanie „prawdziwego Słowa Bożego”, które mieli poznać frankiści dogłębnie przed przyjęciem chrztu, biskupi, w tym Dembowski, popierali frankistów przeciwko tradycjonalistycznej większości talmudystów. W celu powiększenia ilości zwolenników Franka biskup Dembowski zorganizował w 1757 dysputę między frankistami a talmudystami w Kamieńcu Podolskim. W następstwie dysputy 17 października 1757 Dembowski ogłosił wygraną sabatajczyków oraz nakazał publiczne spalenie ksiąg talmudystów.

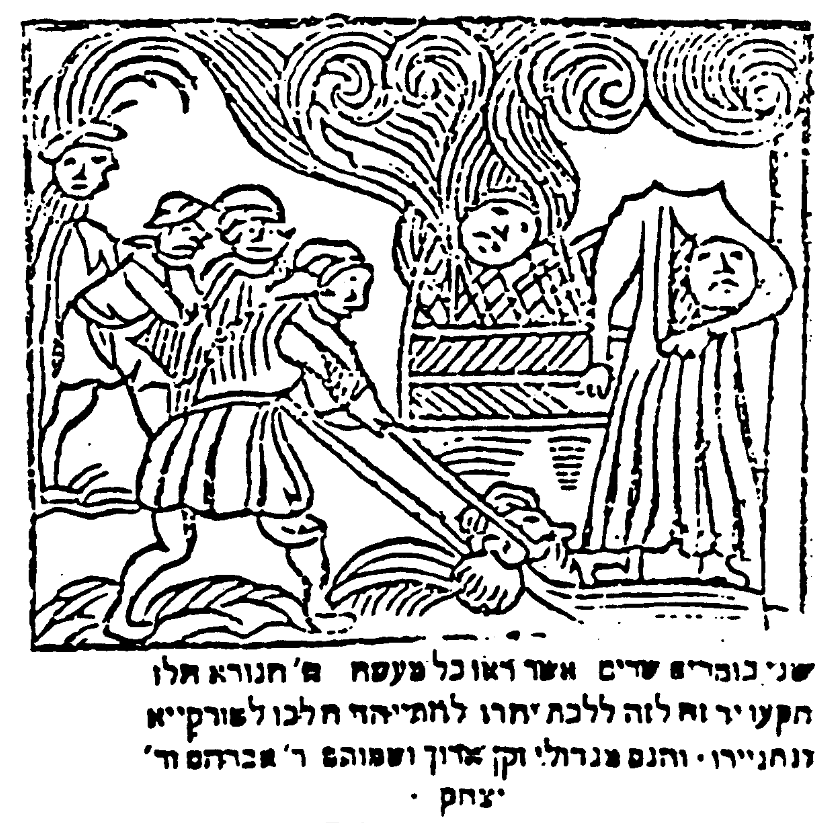
Rycina z 1758 przedstawiająca Dembowskiego poddanego pośmiertnie dekapitacji, chodzącego z odciętą głową, a następnie spalonego.

W listopadzie 1757 Dembowski dostał udaru, po którym wkrótce zmarł. Według przekazu rabina Jakuba Emdena z wydanej w 1758 księgi Sefer Szimusz (hebr. ‏ספר שמוש‎, „Księga użyteczna”), tuż przed śmiercią miał doznać wizji, w której widział litery pisma hebrajskiego ze spalonych na swoje polecenie ksiąg. W jej następstwie zdążył jeszcze rozkazać przerwanie prześladowań frankistów, odwołując swój werdykt z dysputy. Po pogrzebie Dembowski został rozpoznany jako upiór: miał zacząć wychodzić z grobu i straszyć, bić oraz zabijać ludzi, na Kamieniec zaś spadła zaraza. Chcąc zapobiec jego pośmiertnej aktywności, kamienieccy księża mieli poddać go ekshumacji i odciąć mu głowę rydlem. Po tym jednak dalej widziano go chodzącego, już z uciętą głową pod pachą. Ostatecznie jego ciało zostało spalone. Jest pochowany w katedrze w Kamieńcu Podolskim. Po śmierci biskupa Dembowskiego w tym samym roku, Jakub Frank z grupą zwolenników udał się na Wołoszczyznę w obawie przed zemstą talmudystów. Tam przyjęli oni islam.